# 20Q

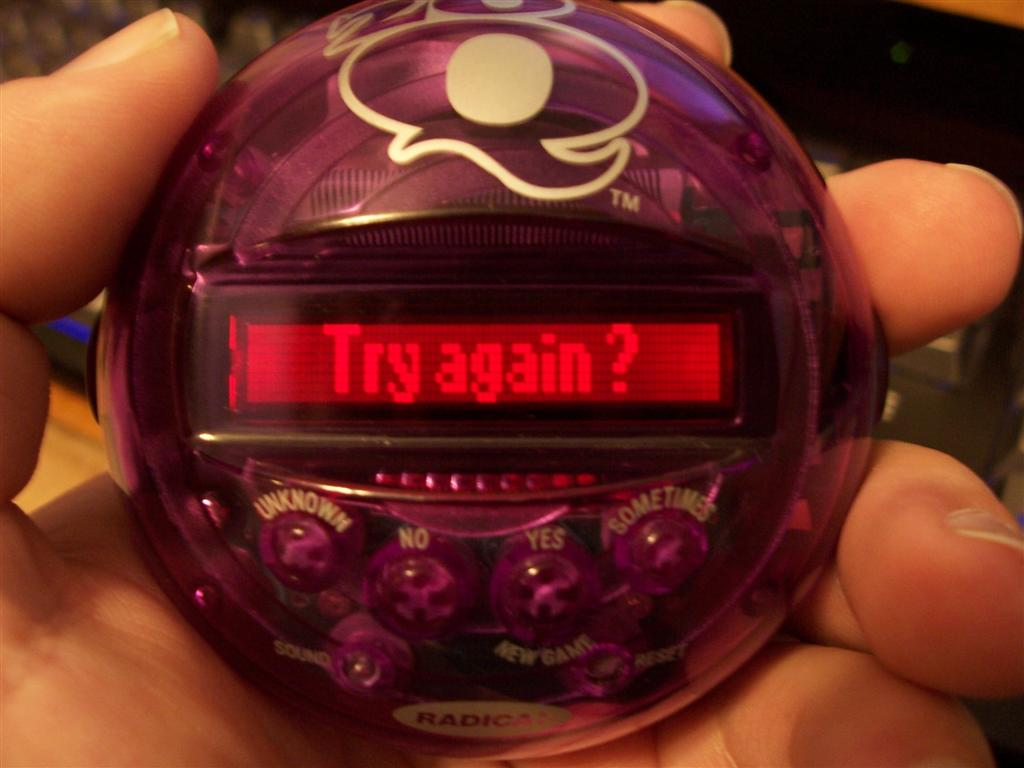
Портативна версія електронної гри 20Q

20Q це комп'ютерна гра, що складається з двадцяти запитань і розпочалася як тест штучного інтелекту. Створив цю гру Робін Бургенер в 1988 році. Гра була зроблена у форм-факторі КПК компанією Radica в 2004 році. Виробництво було припинене в 2011 році через те, що Techno Source викупили ліцензію на 20Q.
Гра 20Q заснована на розмовній грі, відомій як двадцять запитань, і є як вебсайтом, так і кишеньковим пристроєм. 20Q просить гравця загадати щось (чи когось) і буде намагатися вгадати, що було задумано гравцем за допомогою двадцяти так-чи-ні запитань. Якщо це не вдається вгадати з 20 запитань, 20Q буде просити ще 5 запитань. Якщо задумане гравцем дещо не вдається вгадати навіть з 25 (або 30) запитань, гравець оголошується переможцем. Іноді перша здогадка об'єкта може бути запропоновано навіть на запитання № 14.

## Принцип та історія
Принцип полягає в тому, що гравець загадує щось і штучний інтелект 20Q ставить ряд запитань, перш ніж вгадати, що задумав гравець. Цей штучний інтелект вчиться сам на собі з інформацією, що він передає назад до гравців, які взаємодіють з ним, і не є запрограмованими. Гравець може відповісти на запитання лише таким чином: так, ні, невідомо і іноді. Експеримент заснований на класичній усній грі двадцять запитань, і на комп'ютерній грі «Тварини» популярній на початку 1970-х років, яка використовувала простіший алгоритм, щоб відгадати тварину.
Штучний інтелект (AI) 20Q використовує штучну нейронну мережу, щоб вибрати потрібне запитання і вгадати. Після того, як гравець відповів на двадцять (іноді менше) запитань, 20Q робить припущення. Якщо вона неправильне, вона просить більше запитань, а потім знову вгадує. 20Q робить припущення, засновані на тому, що він дізнався; 20Q не запрограмований на конкретну інформацією або те, що винахідник думає. Відповіді на будь-яке запитання засновані на інтерпретації запитань гравців. Нові видання 20Q були зроблені для різних категорій, таких як музика, де 20Q має відгадати задуману пісню, Гаррі Поттер 20Q, де має гравець загадує дещо зі світу Гаррі Поттера, та ін.
20Q може зробити свої власні висновки про те, як інтерпретувати інформацію. Його знання розвиваються в кожній грі. У зв'язку з цим, он-лайн версія 20Q може бути неточною, оскільки вона збирає свої відповіді з того, що люди думають, а не з того, що люди знають. Обмеження початкової системи часто долається самим AI, тому що він може вчитися і адаптуватися. Наприклад, якщо гравець думає про «Кінь» і відповів «Ні» на запитання: «Чи ця тварина?», то AІ буде, проте, думати правильно, незважаючи на те, що гравець вважає інакше.
У 2014 році 20Q.net Inc. [Архівовано 30 листопада 2005 у Wayback Machine.] разом з Brashworks Studios [Архівовано 21 грудня 2016 у Wayback Machine.] створили версію мобільного додатку для iOS девайсів.

## Портативний пристрій
Вбудована штучна нейронна мережа не є ресурсомісткою ні по обчисленням, ні за об'ємом даних, тому завдання можуть бути вбудовані в невеликі, не дуже потужні пристрої. Давно існують кишенькові версії AI. Портативний пристрій містить невелику частину оригінального 20Q сайту-бази знань; на відміну від онлайн-версії гри, портативна версія не має здатності до навчання.
Штучний інтелект, що використовується в 20Q є менш гнучким, порівняно з надзвичайно великими експертними системами. Модульність, адаптивність, і масштабованість означає, що він може бути застосований в інших, більш складних пристроях для більш складних завдань.

## Ігрове шоу
13 липня 2009, Game Show Network запустило телевізійну версію гри з ведучою Кет Ділі. Комп'ютерним голосом гри є Гел Спаркс.